# Le Barcarès
Le Barcarès (in catalano El Barcarès) è un comune francese di 4 073 abitanti situato nel dipartimento dei Pirenei Orientali nella regione dell'Occitania.

## Geografia fisica

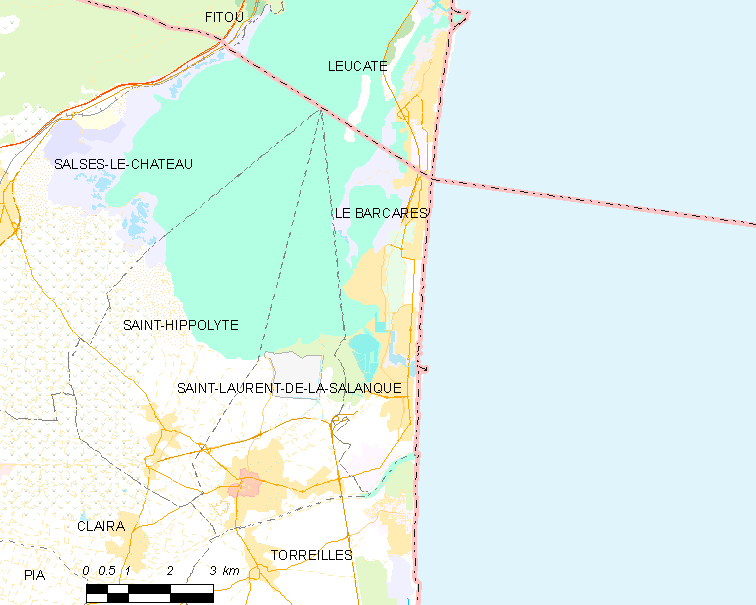
Situazione di Le Barcarès

## Società

### Evoluzione demografica
Abitanti censiti